# Antonio Candioti y Mujica

Escudo de la familia Candioti.

Antonio Esteban Candioti y Mujica -o Mugica- (Cádiz, 3 de abril de 1701-Valle de Limarí, 3 de mayo de 1753) fue un militar, funcionario del Imperio español y corregidor de La Serena. Genearca de la familia Candioti en Argentina (Santa Fe).

## Biografía
Nació en Cádiz el 3 de abril de 1701, hijo de Teodoro Candioti, Mayordomo del virrey del Perú Carmíneo Nicolás Caracciolo, y de Leonor María de Mugica y Rojas, Camarera Mayor de la Virreina.
En 1738 el Márquez de Castellforte le otorga el grado de Capitán. Hacia 1740 emigra de Lima hacia el Virreinato del Río de la Plata, instalándose en Santa Fe. 
En Argentina se dedicó al comercio como lo comprueban diversos poderes otorgados por él a varias personas para cobrar en Buenos Aires, Asunción y Perú. El 11 de febrero de 1746, fue recibido en Cabildo como Tesorero de la Santa Cruzada, dando fianza de buen gobierno el 14 de noviembre.
Ya poseía el título de General otorgado en 1744 por el Rey de España cuando este le nombra: Gobernador, Justicia Mayor, Lugarteniente de Capitán General y de Alcalde Mayor de Minas y Juez Privativo de bienes de difuntos, de la ciudad de La Serena, donde fue recibido el 21 de agosto de 1752. Había partido de Santa Fe en compañía de su hijo Francisco Antonio que tenía entonces 9 años de edad, quien continuaría sus estudios en el Perú; quedando el resto de la familia hasta su traslado en La Serena, lo que no pudo realizarse por la muerte de Don Antonio acaecida en el Valle de Limarí, el 3 de mayo de 1753; dejando un voluminoso testamento y un largo inventario que se conserva en la Biblioteca Nacional de Chile y algunos libros que se citan. Gracias a la buena gestión de Antonio en el corregimiento de La Serena el escudo de armas concedido a la ciudad, por Real Cédula del 5 de abril de 1552, fue adjudicado a la familia Candioti en 1754.

## Matrimonio y descendencia
En Santa Fe, el 6 de junio de 1742, contrajo matrimonio con María Andrea de Zeballos; resultando de ese enlace tres hijos: Francisco Antonio, Francisco Vicente y Leonor María Manuela. De éstos, el primogénito, Francisco Antonio Candioti sería posteriormente el primer gobernador federal de la provincia de Santa Fe en 1815.